# Nemanthus nitidus
Nemanthus nitidus är en havsanemonart som först beskrevs av Wassilieff 1908.  Nemanthus nitidus ingår i släktet Nemanthus och familjen Nemanthidae. Inga underarter finns listade i Catalogue of Life.